# Escama ventral

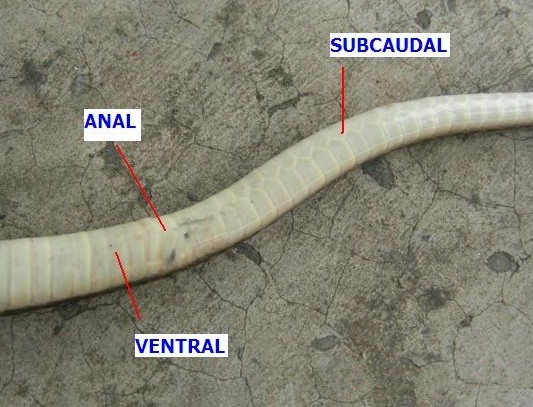
Amphiesma stolatum (Natricinae).

En serpientes, las escamas ventrales son las escamas ampliadas y transversalmente alargadas que se extienden en la parte inferior del cuerpo, desde el cuello a la escama anal. Al contarlas, la primera es la escama ventral más anterior que contacta con la fila paraventral (la más baja) de escamas dorsales a ambos lados. No se cuenta la escama anal.